# Wladimir Lindenberg

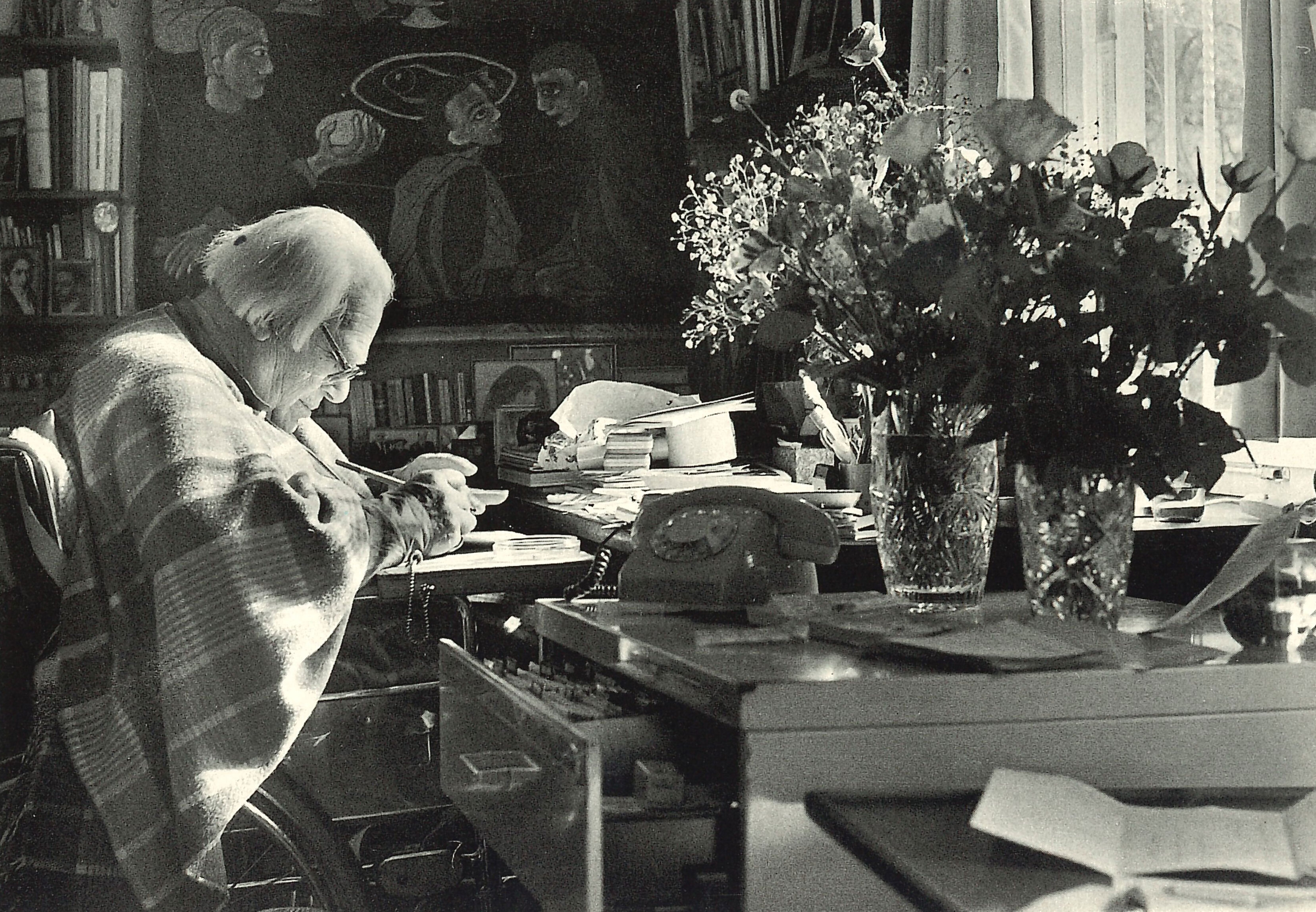
Wladimir Lindenberg in seinem 90. Lebensjahr im Rollstuhl an seinem Schreibtisch in seinem Haus in Berlin-Schulzendorf sitzend

Wladimir Lindenberg (* 16. Mai 1902 in Moskau; † 18. März 1997 in Berlin-Schulzendorf) war ein russisch-deutscher Neurologe, Psychiater und Schriftsteller.

## Leben

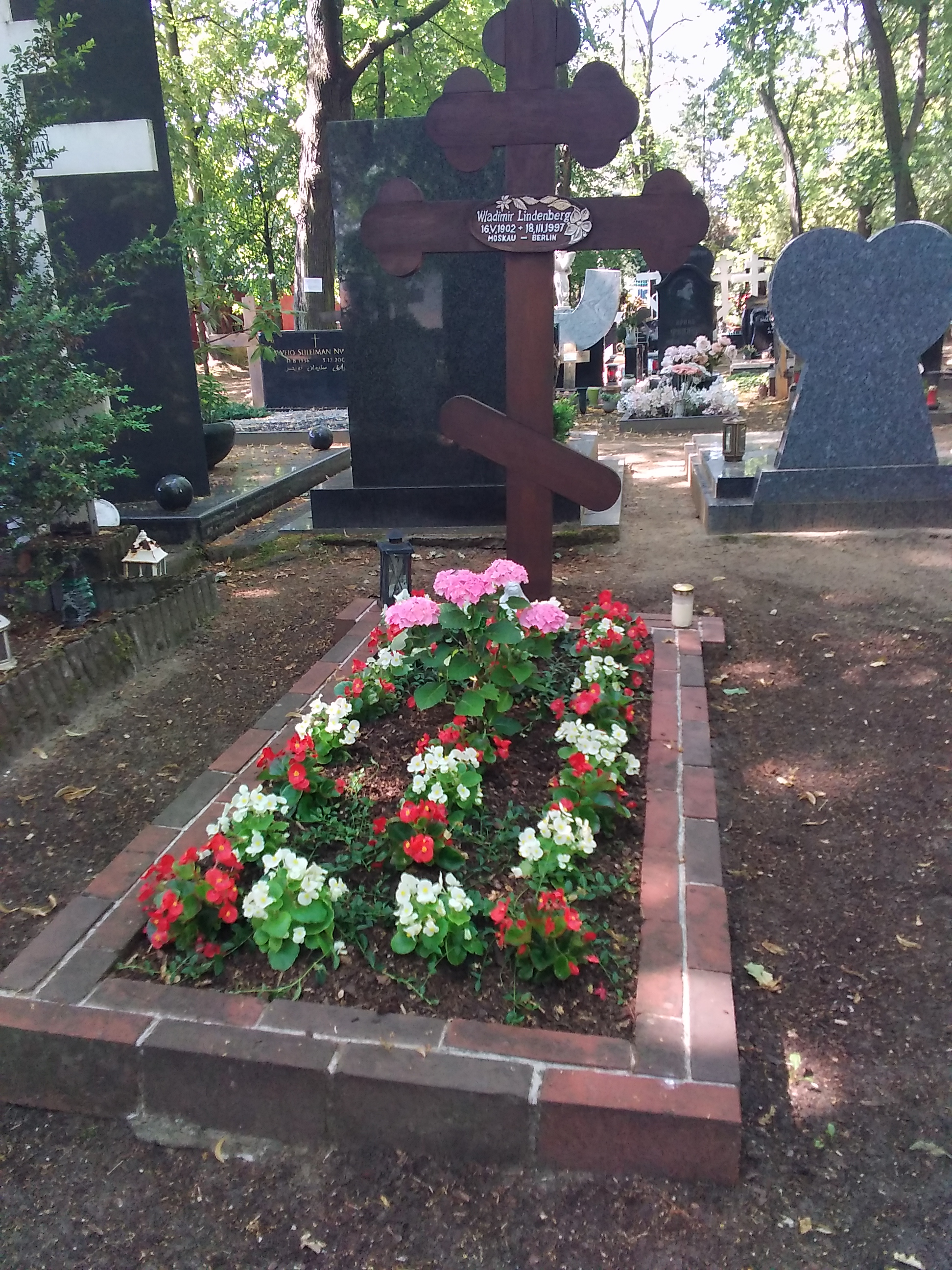
Das Grab von Wladimir Lindenberg auf dem russisch-orthodoxen Friedhof Tegel in Berlin

Lindenbergs Mutter war Jadwiga, geborene Studenska, sein Vater Alexander Tschelistschew aus russischem adligen Geschlecht. Als zweiter Ehemann seiner Mutter war der deutsche Industrielle Karl Lindenberg sein Stiefvater. Er studierte zunächst Malerei bei Miginadian und David Burljuk. Nach der Russischen Revolution musste Wladimir Lindenberg wegen seiner adligen Herkunft seine Heimat verlassen.
Zu Beginn seines Medizinstudiums an der Universität Bonn schloss er sich 1921 der Bündischen Jugend, dem Nerother Wandervogel, an. In Bonn studierte er bis 1926 Medizin und Psychologie. Nach der Promotion 1928 fuhr Lindenberg ab 1930 als Schiffsarzt nach Afrika und Südamerika. Als Neurologe und Psychiater wurde er Assistent von Walther Poppelreuter.
Die Gestapo brachte Lindenberg 1937 ins KZ Neusustrum. Nach seiner Entlassung im Jahr 1941 zog er nach Berlin, wo er die Leitung des Forschungslabors einer pharmazeutischen Firma in Berlin-Waidmannslust übernahm. Die Luftangriffe auf Berlin ließen ihn 1944 – gemeinsam mit seiner Ehefrau, der Bildhauerin Dolina „Dolly“ Gräfin von Roedern, geborene Croissant-Uhde (1887–1966) – von Berlin-Wilmersdorf nach Berlin-Schulzendorf flüchten. 1946/47 übte er seine ärztliche Tätigkeit kurze Zeit in einem Behelfskrankenhaus in Berlin-Heiligensee aus. Von 1947 bis 1959 war er im Evangelischen Waldkrankenhaus Berlin-Spandau Chefarzt in der Spezialabteilung für Hirnverletzte. Zwischen 1954 und 1977 gehörte Lindenberg dem Kuratorium der Fürst Donnersmarck-Stiftung zu Berlin an.
Im Jahr 1945 stellte er zusammen mit Jürgen Eggert und Heinz Trökes in der Galerie Gerd Rosen, Berlin, aus. 1947 begann er mit seiner vielfältigen schriftstellerischen Arbeit. Über Jahrzehnte hielt er sehr gut besuchte Vorträge, vor allem in der Westberliner Urania. 1959 eröffnete er in seinem Holzhaus in Berlin-Schulzendorf eine Facharztpraxis für Neurologie und Psychiatrie, in der er fast bis zu seinem Tode 1997 praktizierte.
Lindenberg war orthodox und gehörte zeitweilig zum Kreis der Sprecher der ARD-Sendung Das Wort zum Sonntag.

## Ehrungen und Auszeichnungen
- 1966: Poppelreuter-Medaille (Bund der hirnverletzten Kriegs- und Arbeitsopfer)
- 1966: VDK-Literaturpreis
- 1979: Bundesverdienstkreuz
- 1982: Bundesverdienstkreuz Erster Klasse

## Werke (Auswahl)

### Sachbücher (Auswahl)
- Tragik und Triumph großer Ärzte. 1948.
- Ärztliche und soziale Betreuung des Hirnverletzten. 1948.
- Der Hirnverletzte. Wegweiser für sein Leben. 1950.
- So sieht es der Patient. 1954.
- Praktikum der Menschenkenntnis für Polizeibeamten. 156.
- Die Menschheit betet. Praktiken der Meditation in der Welt. Ernst Reinhardt, München 1956, ISBN 3-497-00434-0
- Training der positiven Lebenskräfte. Lebensweiser Verlag, Büdingen-Geltenbach 1957
  - Neuauflage: Möllmann, Borchen 2004, ISBN 3-89979-029-4
- Gespräche am Krankenbett. Ernst Reinhardt, München 1959; 5. Auflage 1995, ISBN 3-497-01309-9
- Mysterium der Begegnung. Ernst Reinhardt, München 1959; 5. Auflage 1999, ISBN 3-497-01490-7
- Yoga mit den Augen eines Arztes. Eine Unterweisung. Schikowski, Berlin 1960
  - Neuauflage: Möllmann, Borchen 2010, ISBN 978-3-89979-127-3
- Briefe an eine Krankenschwester. Ernst Reinhardt, München 1962
- Ärzte im Kampf gegen Krank- und Dummheit. 1963.
- Schicksalsgefährte sein. Aufzeichnungen eines Seelenarztes. Ernst Reinhardt, München 1964
- Richter, Staatsanwälte, Rechtsbrecher. Betrachtungen eines Sachverständigen. Ernst Reinhardt, München 1965
- Das Yoga-Bilderbuch. 1967.
- Jenseits der Fünfzig. Reife und Erfüllung. Ernst Reinhardt, München 1970; 10. A. 1999, ISBN 3-497-01491-5
- Über die Schwelle. Gedanken über die letzten Dinge. Ernst Reinhardt, München 1972, ISBN 3-497-01410-9
- Riten und Stufen der Einweihung. Schamanen, Druiden, Yogis, Mystiker, Starzen – Mittler zur Anderwelt. Aurum, Freiburg 1978
  - Neuauflage: Möllmann, Borchen 2002, ISBN 3-89979-000-6
- Mit Freude leben. Ernst Reinhardt, München 1979, ISBN 3-497-00908-3
- Die Heilige Ikone. Vom Wesen christlicher Urbilder im alten Russland. Mit einem Beitrag von Wolfgang Kasack und Bilderläuterungen von Johannes Lenz. Urachhaus, Stuttgart 1987
- Das heilige Russland. Mit einem Beitrag von Michael Schneider. Patristisches Zentrum Koinonia-Oriens (Edition Cardo 139), 2006, ISBN 978-3-936835-42-7

### Autobiographisches
- Marionetten in Gottes Hand. Eine Kindheit im alten Russland. Ernst Reinhardt, München / Basel 1964
- Bobik im Feuerofen. Eine Jugend in der russischen Revolution. Ernst Reinhardt, München 1964; 8. A. 1999, ISBN 3-497-01487-7
- Bobik begegnet der Welt. Reiseerlebnisse formen einen jungen Menschen. Ernst Reinhardt, München 1969; 6. A. 2002, ISBN 3-497-01631-4
- Bobik in der Fremde. Ein junger Russe in der Emigration. Ernst Reinhardt, München 1971; 2. A. 1993, ISBN 3-497-01308-0
- Wolodja. Porträt eines jungen Arztes. Ernst Reinhardt, München 1973; 4. A. 1999, ISBN 3-497-01488-5
- Aus einem erfüllten Leben. Betrachtungen und Gedanken. Ernst Reinhardt, München 1982, ISBN 3-497-01001-4
- Himmel in der Hölle. Wolodja als Arzt in unseliger Zeit. Ernst Reinhardt, München 1988, ISBN 3-497-01046-4
- Das Leben betrachten. „Ich weiss, dass es ein Auftrag ist“. Gespräche mit Christine Rackuff. Urachhaus, Stuttgart 1994; 5. A. 2001, ISBN 3-8251-7002-0

### Weitere Prosawerke
- Gottes Boten unter uns, Verlag Ernst Reinhardt, München 1967; 9. A. 2003, ISBN 3-497-01489-3.
- Geheimnisvolle Kräfte um uns. Kurzgeschichten von schicksalhaften Begegnungen, Verlag Ernst Reinhardt, München 1974.
- Der unversiegbare Strom. Geschichten und Legenden aus dem heiligen Russland, Verlag Herder, Freiburg 1982.
- Lob der Gelassenheit. Weisheiten und Geschichten. Herder, Freiburg 1984.